# Woodlake (California)
Woodlake è una città degli Stati Uniti d'America situata nella Contea di Tulare, nello Stato della California.
Qua è nato il chitarrista Robben Ford.